# Независни блок (Босна и Херцеговина)
Независни блок (НБ) конзервативна је политичка партија у Босни и Херцеговини.

## Историја
Независни блок је основан 2017. након што су тројица чланова Странке демократске акције (СДА) из Представничког дома, Сенад Шепић, Садик Ахметовић и Салко Соколовић, добили упозорења од предсједника СДА Бакира Изетбеговића да ће бити искључени из партије јер су гласали против повећања акцизних такси на нафту и нафтне деривате. Пошто није желио да гласа за повећане таксе, СДА је искључио Шепића а другој двојици дао „жути картон”. Недуго након овога, сви су напустили партију и формирали клуб делегата Независни блок који је ускоро постао засебна политичка партија.